# Samir Handanovič
Samir Handanovič (* 14. Juli 1984 in Ljubljana) ist ein ehemaliger slowenischer Fußballtorwart. Er spielte elf Jahre für Inter Mailand in der Serie A und absolvierte von 2004 bis 2015 insgesamt 81 Länderspiele für Slowenien.

## Karriere

### Vereine
Nachdem er zu Beginn bei Udinese Calcio kaum Einsatzzeiten bekommen hatte, wurde er nacheinander an FBC Treviso, Lazio Rom und Rimini Calcio ausgeliehen. Seit 2007 war er Stammtorwart bei Udinese. Im August 2011 verlängerte er seinen Vertrag bis Ende Juni 2016.
In der Sommerpause 2012 wechselte er zum Ligakonkurrenten Inter Mailand. Udinese behielt allerdings einen Teil der Transferrechte. Die Mailänder überwiesen im Gegenzug elf Millionen Euro und traten 50 Prozent der Transferrechte von Davide Faraoni an Udinese ab. Im Juni 2013 erwarb Inter die restlichen Transferanteile an Handanovič. Nach elf Jahren bei Inter wurde sein Vertrag dort im Sommer 2023 nicht verlängert.

### Nationalmannschaft
Von 2004 bis 2015 spielte Handanovič in der slowenischen Nationalmannschaft. Mit dieser nahm er an der Weltmeisterschaft 2010 in Südafrika teil, wo er in allen Spielen seiner Mannschaft über die volle Spielzeit auf dem Platz stand, ein Ausscheiden des slowenischen Teams in der Vorrunde aber nicht verhindern konnte.

## Erfolge
- Italienischer Meister: 2020/21
- Italienischer Supercupsieger: 2021
- Italienischer Pokalsieger: 2022/23

## Auszeichnungen
- Sloweniens Fußballer des Jahres: 2009, 2011, 2012
- Bester Torhüter der Serie A: 2018/19
- Team des Jahres der Serie A: 2011, 2013, 2019

## Sonstiges
Samir Handanovič ist Bosniake. Seine Eltern kamen ursprünglich aus der bosnisch-herzegowinischen Stadt Sanski Most, zogen jedoch im damaligen Jugoslawien aus beruflichen Gründen in die Teilrepublik Slowenien nach Ljubljana. 
Sein älterer Cousin Jasmin Handanovič war ebenfalls Torhüter.